# Emil Kraepelin
Emil Kraepelin (Neustrelitz, 15 de febrero de 1856-Múnich, 7 de octubre de 1926) fue un psiquiatra alemán. Ha sido considerado el fundador de la psiquiatría científica moderna, la psicofarmacología y la genética psiquiátrica.
Kraepelin dijo que las enfermedades psiquiátricas son causadas principalmente por desórdenes biológicos y genéticos. Sus teorías dominaron el campo de la psiquiatría a principios del siglo XX.

## Trayectoria
En 1886, después de solamente ocho años de entrenamiento, lo designaron a un profesorado en la Universidad de Tartu (entonces Dorpat), hoy Estonia. En 1891 Kraepelin se fue a Heidelberg y en 1903 a Múnich. El Instituto Max Planck de psiquiatría en Múnich recuerda al gran psiquiatra. Fue fundado por Kraepelin como Deutsche Forschungsanstalt für Psychiatrie (centro de investigación para la psiquiatría) en 1917.

## Aportes
Kraepelin engloba dentro del término demencia precoz a aquellas personas que tienen un brote psicótico (afectivo e intelectual), y conforme van sucediéndose dichos brotes van demenciándose a una edad temprana. Puesto que es la patocronía (evolución) la característica nosológica diferenciadora de los cuadros anteriores, Kraepelin clasifica bajo el concepto de demencia precoz las entidades de la hebefrenia de Hecker, la catatonia de Kahlbaum y la demencia paranoide, estableciendo de esta forma una clasificación más actual. Kraepelin también crea los conceptos de paranoia, para referirse a un trastorno delirante crónico; y psicosis maniaco-depresiva, para referirse a pacientes con trastornos afectivos.

## Kraepelin y Freud
Kraepelin se opuso al acercamiento de Sigmund Freud que miró y trató los trastornos psiquiátricos que, según él, eran causados por factores psicológicos. La teoría freudiana del sueño no le gustaba tampoco; sin embargo Kraepelin publicó en 1906 una monografía famosa sobre los trastornos del lenguaje durante el sueño. Analizaba estos sueños (casi todos eran del propio Kraepelin) de manera no psicoanalítica.